# 전주용소중학교
전주용소중학교(全州龍巢中學校)는 대한민국 전북특별자치도 전주시 덕진구 송천동1가에 있는 공립 중학교이다.

## 학교 연혁
- 2000년 11월 4일 : 「전주용소중학교」 설립인가
- 2005년 3월 1일 : 개교(8학급 편성)
- 2005년 3월 1일 : 초대 윤덕현 교장 부임
- 2020년 3월 1일 : 18학급 편성(특수학급 2학급 포함)
- 2022년 3월 1일 : 제7대 봉미자 교장 부임
- 2024년 2월 2일 : 제17회 졸업식 139명, 총 졸업생(3,793명)
- 2024년 3월 4일 : 제20회 입학식(5학급 142명)

## 참고 자료
- 전주용소중학교 - 한국교육학술정보원 학교알리미